# Exocentrus variepennis
Exocentrus variepennis es una especie de escarabajo longicornio perteneciente al género Exocentrus, categorizada en la tribu Exocentrini, de la subfamilia Lamiinae.
Mide 3 mm de longitud. El período de vuelo para ejemplares adultos se presenta durante los meses de mayo y junio.

## Taxonomía
Se atribuye su descripción al entomólogo Bernhard Schwarzer, quien la citó por primera vez en 1925. La especie aparece registrada en la sección Sauters Formosa-Ausbeute (Cerambycidae. Col.). (Subfamilie Lamiinae.) de Entomologische Blätter, 21 (4): 145–154, publicada por Schwarzer Bernhard en 1925.

## Distribución
Se distribuye por Asia, en China.